# Smells Like Children
Smells Like Children – pierwszy minialbum zespołu Marilyn Manson wydany 24 października 1995 roku i wyprodukowany przez Trenta Reznora i Nine Inch Nails. Smells Like Children okazał się sukcesem, sprzedając się w nakładzie 1,3 milionów kopii i otrzymując status platynowej płyty. Wydano jeden singel, Sweet Dreams (Are Made of This), który jest coverem utworu zespołu Eurythmics pod tym samym tytułem.

## Lista utworów
1. The Hands of Small Children – 1:34
2. Diary of a Dope Fiend (Remix) – 5:55
3. Shitty Chicken Gang Bang – 1:19
4. Kiddie Grinder (Remix) – 4:23
5. Sympathy for the Parents – 1:00
6. Sweet Dreams (Are Made of This) – 4:53
7. Everlasting Cocksucker (Remix) – 5:13
8. Fuck Frankie – 1:48
9. I Put a Spell on You – 3:36
10. May Cause Discoloration of the Urine or Feces – 3:59
11. Scabs, Guns and Peanut Butter – 1:01
12. Dance of the Dope Hats (Remix) – 4:39
13. White Trash (Remixed By Tony F. Wiggins) – 2:47
14. Dancing with the One-Legged... – 0:46
15. Rock 'n' Roll Nigger – 3:31
16. Track 16 – 8:19